# Petruccio de Migliolo
Petruccio de Migliolo († 1481) war ein  italienischer römisch-katholischer Bischof.
Migliolo wurde am 12. Juni 1450 zum Bischof von Bisaccia ernannt. Am 30. Januar 1463 wurde er zum Bischof von Lacedonia ernannt.